# Apotolamprus orangeaensis
Apotolamprus orangeaensis là một loài bọ cánh cứng trong họ Bọ hung (Scarabaeidae).